# Pierre Giraud (évêque de Saint-Malo)
Pour les articles homonymes, voir Pierre Giraud et Giraud.
 (mai 2017).
Pierre Giraud ou Géraud, mort le 11 septembre 1218, est un prélat français, évêque de Saint Malo de 1184 à 1218.

## Biographie
Pierre Giraud est un chanoine de la cathédrale Saint-Pierre de Rennes, élu évêque de Saint-Malo en 1184 et consacré l'année suivante. Il est à l'origine du marché du vendredi pour lequel il obtient l'autorisation en 1187 de la duchesse Constance de Bretagne. Il favorise les abbayes de Marmoutier et de Saint-Mélaine. Il prêche contre les Albigeois.
Les moines de l'abbaye Saint-Magloire de Léhon vendent leur droit de marché aux seigneurs de Dinan-Bécherel sans l'autorisation de l'évêque de Saint-Malo, Pierre Giraud leur fait immédiatement un procès en 1187.
Le pape Alexandre III désigne Guillaume abbé de l'abbaye Notre-Dame du Tronchet comme adjoint de Pierre, évêque de Saint-Malo, pour trancher un différend entre les moines de l'abbaye Notre-Dame de la Vieuville et des particuliers, Guillaume Jourdan et Ruellon Baudouin de la paroisse de Baguar.
Il meurt le 11 septembre 1218 selon l'obituaire de Saint-Pierre de Rennes.

## Sources
- (en) Catholic Hierarchy.org Bishop: Pierre Giraud ou Géraud
- François Tuloup, Saint-Malo : Histoire Religieuse, Paris, Éditions Klincksieck, 1975.